# 鸟神星
鸟神星（英語：Makemake，发音为：/ˌmɑːkiːˈmɑːkiː/或/ˌmɑːkeɪˈmɑːkeɪ/），正式名称为 (136472) Makemake，是太陽系內已知的第四大矮行星，亦是傳統古柏帶天體中最大的兩顆之一。[a]鸟神星的直徑大約是冥王星的四分之三。鳥神星有一颗衛星。鸟神星的平均溫度極低（約40 K（−230 °C）），这意味着它的表面覆蓋着甲烷与乙烷，并可能还存在固态氮。
最初被稱為2005 FY9的鸟神星（後来被编号为136472），是由迈克尔·E·布朗領導的团队在2005年3月31日發现的；2005年7月29日，他们公佈了该次發現。2008年6月11日，國際天文聯合會將鳥神星列入類冥矮行星的候選者名單內。類冥矮行星是海王星轨道外的矮行星的专属分類，當時只有冥王星和鬩神星屬於這個分類。2008年7月，鳥神星正式被列为類冥矮行星。

## 發現
米高·布朗領導的團隊在2005年3月31日發現了鳥神星，并在2005年7月19日将此發現與鬩神星的發現一同公布，但比妊神星的公布晚了兩天。
虽然鸟神星的相對亮度较高（约有冥王星的五分之一亮），[b]但人们长久以来都没有发现它，而事实上连許多更暗的古柏帶天體都已被發現了。这是因为多數搜尋小行星的活動都是緊鄰着黃道（從地球上觀察，太陽、月球和众多行星所处的平面）進行的，毕竟在黃道附近發現小行星的幾率最高。因此，在早期的观测中，人们并没有发现鸟神星，這大概得歸咎於它的高軌道傾角，以及它被發現時的位置：当时它正位于北天后髮座，处于離黃道最遠的地方。
1930年前后，在克萊德·湯博对外海王星星体的搜寻中，除冥王星外，鸟神星是唯一一颗其亮度足以让汤博观测到的矮行星。在汤博观测的那段时间里，鳥神星距黃道只有幾度，靠近金牛座和御夫座的交界處，[d]視星等约為16.0等。很不幸的是，這一位置也相当靠近銀河，湯博几乎不可能從密布恆星的背景中找出鸟神星来。發現冥王星後，湯博在多年里仍在孜孜不倦地搜尋行星，但他终未發現鳥神星或任何其他的外海王星天體。

### 命名
在鳥神星的發現被公之于众时，它曾使用过2005 FY9的暫定名稱。而在此之前，發現的團隊还曾使用「復活兔」作为该天体的代称，因为它是在復活節过後不久被發現的。
2008年7月，為了与國際天文聯合會（IAU）對傳統古柏帶天體命名的規則相一致，2005 FY9被以创造之神马奇马奇的名字来命名。马奇马奇是复活节岛拉帕努伊族原住民神話中的人類創造者与生殖之神，選擇這一名称的部份原因是要保留该天体同復活節之間的關聯。

## 軌道与分类

鳥神星轨道（藍色）、妊神星轨道（綠色）、冥王星軌道（紅色）以及黄道（灰色）。近日点（q）与远日点（Q）旁标注有经过日期。图中各天体均处于2006年4月的位置，并表现出了相对大小和不同的反照率及颜色。

截至2009年，鳥神星距離太陽52天文單位（7.78×109）；幾乎是在它軌道上離太陽最遠的地方。鳥神星的軌道與妊神星非常相似：高达29°的軌道傾角和约0.16的中度離心率。然而，鳥神星的軌道在半長軸与近日點处都要離太陽稍微遠一些。它的軌道週期大約是310年，比冥王星的248年与妊神星的283年都要长。鸟神星与妊神星现在的位置都远离黄道——角距大约为29°。鳥神星將在2033年經過遠日點，而妊神星已在1992年初經過遠日點。
鳥神星在分類上屬於傳統的古柏帶天體，[a]意即它的轨道因远离海王星而能长期保持稳定。不同於會穿越海王星軌道的冥族小天體，傳統柯伊伯带天體已經擺脫了海王星的軌道擾動；这是因为冥族小天體与海王星之间存在2:3的軌道共振，而傳統天體在近日点处都比海王星遠離太陽。傳統柯伊伯带天體的相對離心率較低（e低于0.2），因此像行星一樣的繞着太陽運轉。然而，鳥神星在此一族群中仍称得上是一名“另类”，因为它相較於其他傳統古柏帶天體有着較大的軌道傾角。 鸟神星与海王星之间可能存在着11:6的軌道共振，但需进一步的天文观测资料来加以验证。
2006年8月24日，國際天文聯合會（IAU）公布了对行星的新定義，其中將環繞太陽运行的天體明確地分為三類：“太陽系小天體”的質量小到不足以依靠自身引力形成球形表面；“矮行星”虽有足夠质量以形成球形，但仍不能清除其軌道上相似大小的天體；“行星”则不僅有足夠质量形成球形，且能清除其軌道上相似大小的天體。在此分類下，冥王星、鬩神星和穀神星被重新分類為矮行星。
2008年6月11日，在原有行星分类的基础上，为了专门给海王星軌道外發現的矮行星进行分類，IAU進一步增加了類冥矮行星这一矮行星子分類。鬩神星和冥王星屬之，但穀神星却不是。一颗未知是否达到流体静力学平衡的天体，如要能被IAU歸類為類冥矮行星，则必须具有较高的亮度，其絕對星等必须小于或等于+1，這意味着只有鳥神星与妊神星可能符合这个资格。2008年7月11日，IAU/USGS的行星命名工作小組將鳥神星列入類冥矮行星，使它成為官方認定的矮行星，也是繼冥王星和鬩神星之後的第三顆類冥矮行星。

## 物理特徵

### 亮度、大小和自转
目前，鳥神星是繼冥王星之後第二亮的古柏帶天體，在3月於后髮座衝的時候視星等約为16.7等。這種亮度使用一门業餘的高档望遠鏡就可以觀測到。鳥神星的反照率高达80%左右，由此估計其表面溫度約为30 K。[c]鳥神星的精確大小還不是十分清楚，但依據史匹哲太空望遠鏡的紅外觀測数据以及与冥王星相似的光譜，可得出的直徑估计值约为1,500+400
−200 km。這個數值比妊神星略大，使鸟神星成為繼鬩神星和冥王星後的已知第三大外海王星天體。鸟神星现在已成為太陽系的第四顆矮行星，因为它在可见光波段的絕對星等已达-0.48等；这实际上确保了它拥有足夠大的质量来达到流体静力学平衡并成为椭球体。
鸟神星的自转周期估計為22.83小時，對於矮行星來說，這個自轉週期相對較長。这其中有两种可能的原因：其一是鸟神星寒冷的大气将各处地表塑造得极为相似，其二是鸟神星可能是以极地对着地球的。如果是后一种情况，那么可以预料，鸟神星的地貌将极不对称：当前可见的夏季半球要比冬季半球稳定得多。

### 光譜
在2006年寫給《天文和天文物理》期刊的快报中，利坎德罗（Licandro）等人报告了对鸟神星可见光与近红外光谱的观测结果。他们使用了威廉·赫歇耳望遠鏡与伽利略國家望遠鏡进行了观测，得出了鳥神星地表类似于冥王星的结论。类似于冥王星，鸟神星在可見光譜中呈現紅色，但要远浅于阋神星地表的红色（參見外海王星天體的顏色比較）。近紅外光譜顯示有甲烷（CH4）吸收频带的存在。此前亦在冥王星与鬩神星上观测到有甲烷存在，但后两者的光谱特征要明显弱于鸟神星。
光譜分析顯示，鳥神星表面存在有直徑大于一公分的大顆粒甲烷晶体。除此之外，鳥神星表面还可能存在着大量的乙烷与托林物质，这些物质极有可能是甲烷受太陽輻射后光解的产物。托林物质可能是鸟神星可见光谱呈红色的原因。尽管有证据表明，鸟神星表面存在着可能与其他冰质混合的氮冰，但它却没有达到冥王星与海卫一外壳含氮98%的水平。其中的原因，可能是氮物质在太陽系早期因不明原因被消耗了。

### 大气
甲烷与可能存在的氮意味着鸟神星上可以短暂地存在大气，这一现象与冥王星靠近其近日点时相似。如果鸟神星存在氮物质，那么氮气将成为鸟神星大气中的主要物质。大气的存在也为氮的流失提供一种合理解释：由于鸟神星的引力弱于冥王星、阋神星与海卫一，鸟神星可能会因为大气逃逸作用而损失大量的氮；而甲烷虽轻于氮，但在鸟神星表面处于常温（30－35 K）时，[c]甲烷的蒸汽压却会明显低于氮气，这会抑制甲烷的逃逸；此过程的结果便是让甲烷的相对含量不断升高。
最新研究发现，鸟神星上没有大气。安达鲁西亚天体物理学研究所的约瑟-奥尔蒂斯博士表示：“鸟神星在一颗恒星前经过时把它挡住，于是看上去这颗红星就好像一下子消失了，然后又非常突然地出现，而不是逐渐消失然后渐渐变亮。这意味着这颗矮行星没有明显的大气。鸟神星被认为有一个很好的机会进化出大气来。从我们对精选出来的冰冷矮行星所进行的研究来看，第一次了解鸟神星的特性是非常重要的一步。”

## 衛星

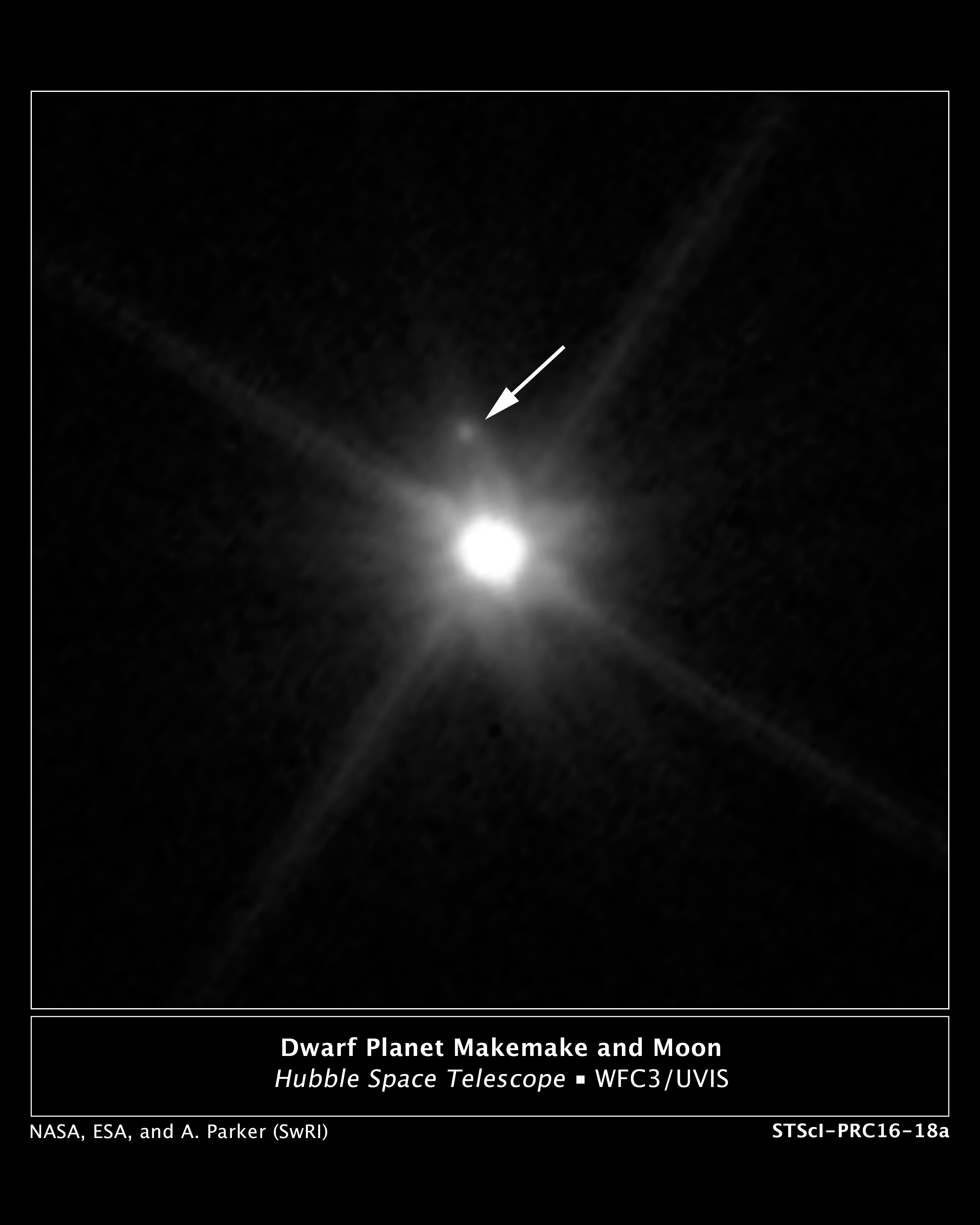
哈伯望远镜拍摄到的鸟神星和其卫星（箭头所指）

在发现之初，研究人员未能发现鸟神星的卫星。但同时其他較大的外海王星天體都至少擁有一顆衛星：鬩神星有一颗，妊神星有兩顆，而冥王星更有五顆。預測大約有10%－20%的外海王星天體有一顆或更多的衛星。由于衛星能为質量測定提供一种簡單的方法，缺少衛星會令人们更加难以测定鳥神星的准确質量。
2016年4月26日，美国研究人员宣布发现鸟神星的唯一卫星S/2015 (136472) 1。2015年4月，研究人员用哈伯望遠鏡第三代廣域照相機观测到鸟神星附近有一亮点，经过数据分析之后，在2016年正式宣布这一发现。距離鳥神星約13,000英里（21,000），估計直徑為100英里（160），其轨道形状尚不明确，亮度约为鸟神星的1/1300，形成原因仍有待进一步研究。这一发现证实鸟神星与冥王星的相似度高于之前的预期，研究人员可以因此了解鸟神星的密度等更多细节。